# Аэробика

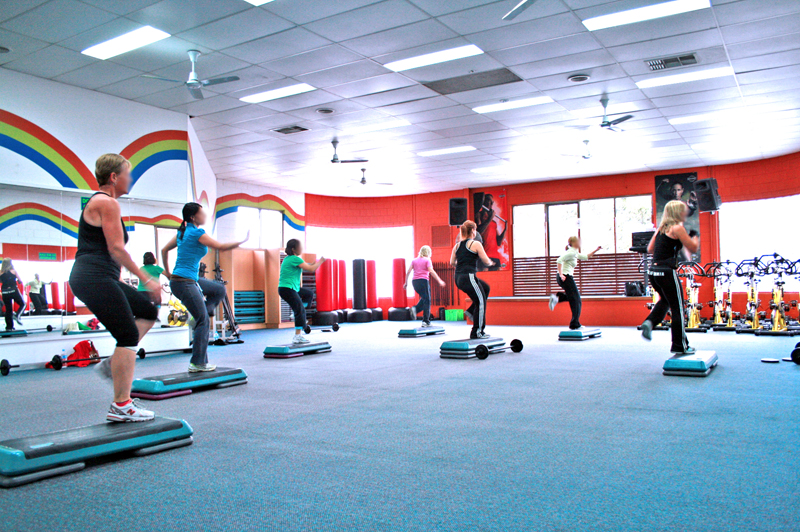
Занятие аэробикой

Аэро́бика (через англ. aerobics, от греч. aer — «воздух» и βίος — «жизнь») — гимнастика, состоящая из аэробных упражнений под ритмичную музыку, которая помогает следить за ритмом выполнения упражнений.

## История
Обычно сам термин «аэробика» связывают с именем американской актрисы Джейн Фонда. Она приложила огромные усилия для распространения танцевальной аэробики по всему миру. Однако на самом деле этот термин придумал в 60-е годы ХХ-го века американский физиолог Кеннет Купер. Его книга «Аэробика» была издана в 1963 году. Танцевальная разновидность аэробики также уже существовала до того, как Фонда стала её популяризировать. Сам Купер подчёркивал большую роль американской танцовщицы Джеки Сорренсен в её развитии. Аэробика Купера была известна по всему миру, но в относительно узких кругах — среди тренеров, любителей оздоровительных методик. В то время как Джейн Фонда, будучи мировой «звездой», смогла распространить танцевальную аэробику среди «широких масс».

## Упражнения

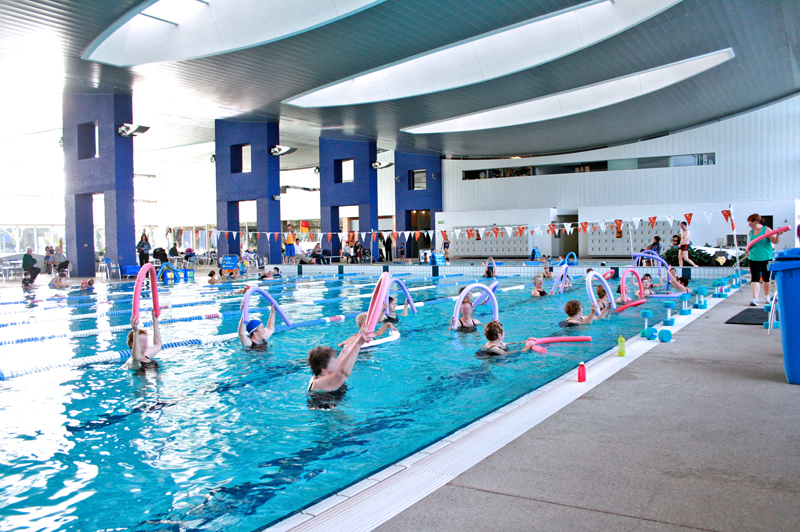
Аквааэробика

Комплекс упражнений включает в себя ходьбу, бег, прыжки, упражнения на гибкость. Результат регулярных занятий аэробикой — поддержание тела в тонусе, тренировка мышц и кожи, общее оздоровление организма. Используется в профилактических и лечебно-оздоровительных целях.
«Связка» (или «композиция») — танец с использованием основных элементов аэробики, выполняемый синхронно командой из восьми, шести, трёх человек, парой мужчина-женщина или соло. Продолжительность связки (от 1 минуты до 3,5 минут) устанавливается правилами конкретного мероприятия.
Основные компоненты «связки»: джек (jack), выпад (lunge), скип (skip), прыжок (jump), колено-ап (knee-up), шаг (step), бег, шассе, мамба, захлёст, мах вперёд (кик, kick), мах в сторону (сайд, side), теп (tap).
Элементы танца — физические упражнения или прыжки, количество которых определяется правилами соревнований, категорией, к которой принадлежит команда.

### Элементы танца категории «оздоровительная аэробика»
- отжимание в упоре на коленях;
- равновесие (стояние на одной ноге, не согнутой в колене, неподвижно, наклонив тело параллельно полу и выпрямив горизонтально вторую ногу и противоположную руку так, чтобы они образовали прямую линию друг с другом и с телом);
- уголок «пистолетом» (поднятие одной ноги горизонтально полу на руках мышцами пресса, держа другую ногу на плече);
- «складка» (сведение верхней части туловища с ногами, сидя на полу, с выпрямленными коленями и натянутыми носками);
- «женский» шпагат;
- прыжок «разножка» (прыжок двумя ногами с разведением их в стороны максимально, как только позволяет «растяжка», и сведением в воздухе обратно с приземлением на обе ноги вместе);
- прыжок «лошадка» или «кенгуру» (прыжок двумя ногами с одновременным подтягиванием коленей к груди).

### Спортивная аэробика

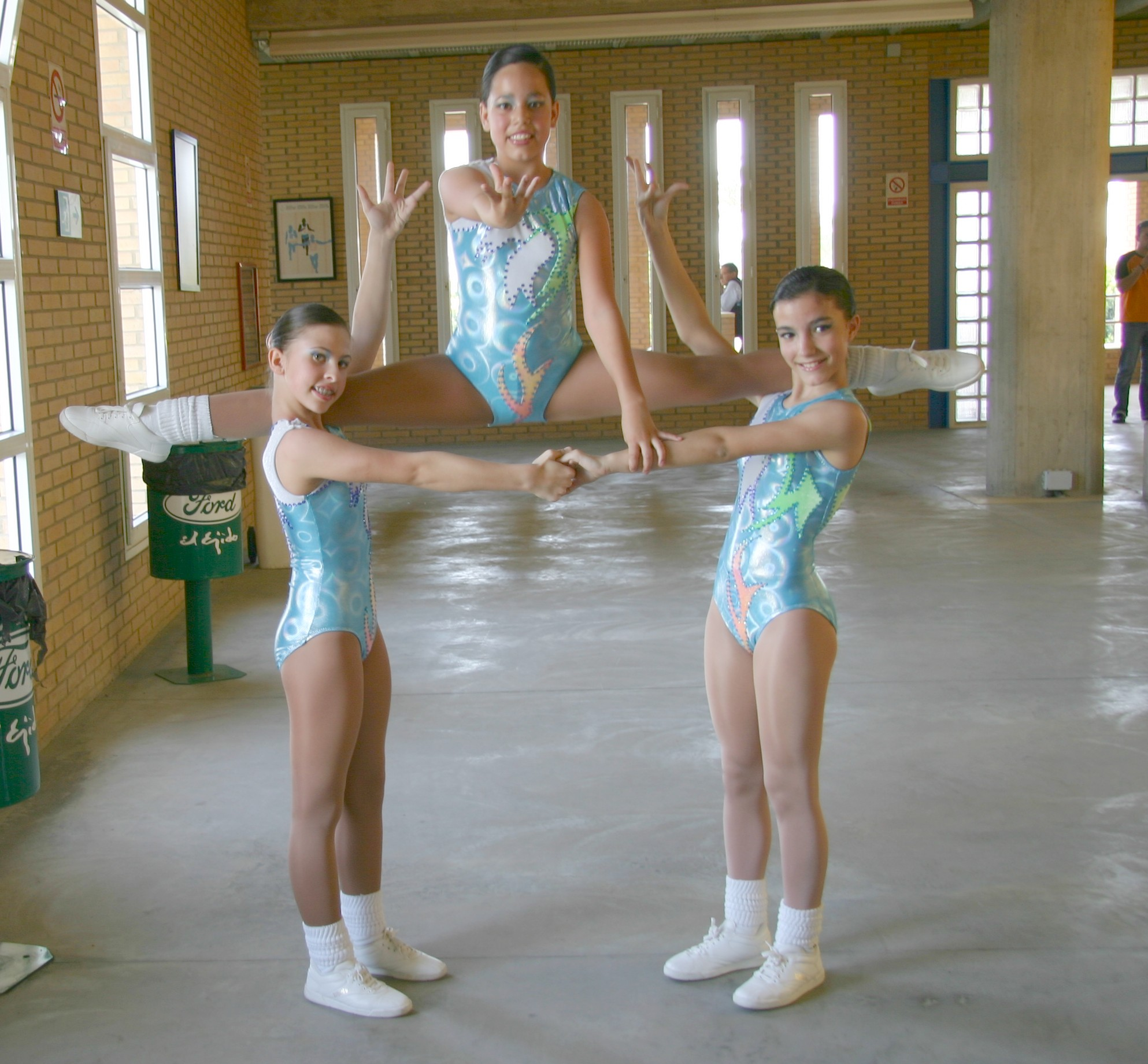
Спортивная аэробика

- отжимание в упоре лёжа, в упоре лёжа локти назад;
- «уголок» ноги вместе (горизонтальное поднимание ног над полом на руках мышцами пресса в течение четырёх или восьми счётов);
- поворот угла на 90, 180 и 360 градусов;
- «лошадка»;
- «разножка» (прыжок двумя ногами одновременно, с помощью мышц ног и пресса разведение ног в воздухе, насколько позволяет «растяжка», при этом доведение ног практически до горизонтали с некоторым «складыванием» тела вперёд);
- «складка»;
- проползание через шпагат, мах.

Количество элементов и степень их выполнения зависит от возрастной и спортивной категории команды.
Различают оздоровительную аэробику, спортивно-оздоровительную аэробику, спортивную аэробику. Также существует базовая аэробика (без дополнительных снарядов и элементов), степ-аэробика (с использованием степ-платформы), фитбол-аэробика (аэробика на фитболах).

## Музыка для аэробики
В 1983 году фирма Electrola выпустила альбом группы Aerobic Sound Band под названием «Aerobic — Dancing». Альбом выполнен в виде диско без пауз. В 1984 и 1986 годах вышли альбомы Break Dance и Break Dance 2 румынской группы Electric-Cord Group, записанные в стиле синти-поп и фанк. В 1987 году чехословацким лейблом Opus был издан альбом-сборник Cvičme v rytme, на котором были представлены инструментальные композиции в исполнении чехословацких, польских и венгерских музыкантов.
В 1985—1986 годах фирма «Мелодия» выпустила серию пластинок «Спорт и музыка» с инструментальной электронной музыкой. В неё вошли следующие альбомы:
- «Ритмическая гимнастика» (диктор — Ольга Чиповская, исполнители музыки — эстрадный оркестр п/у Павла Овсянникова, инструментальный ансамбль Росконцерта п/у Владимира Осинского, инструментальный ансамбль «Радар» п/у Сергея Педерсена, ВИА «Опус» п/у Зигмара Лиепиньша, Вадим Кондратьев, Андрей Родионов и Борис Тихомиров)
- «Пульс-1. Музыкальный компьютер» (авторы и исполнители музыки — Андрей Родионов и Борис Тихомиров)
- «Пульс-2» (исполнитель музыки — ВИА «Опус» п/у Зигмара Лиепиньша)
- «Пульс-3» (исполнитель музыки — джаз-рок-группа «Арсенал» п/у Алексея Козлова)
- «Аэротон» (исполнитель музыки — инструментальный ансамбль Росконцерта п/у Владимира Осинского).

В 1988 году фирмой «Мелодия» был издан одноимённый альбом студийного дуэта «Дисплей», участниками которого были киевский музыкант и композитор Вадим Лащук и его жена Эллен Крайс. Инструментальная пьеса «Забег на десять тысяч метров», занимавшая вторую сторону пластинки, использовалась в девятом выпуске ритмической гимнастики «На море». Также в данной передаче звучит песня группы «Радость движения». Ранее предполагалось, что в роли диск-жокея снимался сам Лащук, но на самом деле это был ди-джей из Сочи Александр Горбунов.
Для аэробики используют специально записанную музыку без промежутков между песнями (треками). Обычно продолжительность диска составляет 50—60 минут, в конце добавляют композицию для растяжки и расслабления. Для каждого из видов аэробики используют разную по ударности (частоте) и стилю музыку. Например, для стэп-аэробики обычно используется ударность 130—136, 132—138 ударов в минуту, для бокс-аэробики — 135—145 и выше.

## Факты
- Упражнения из комплекса аэробики демонстрирует Черепаха в мультфильме «Клад».
- Кадры занятий аэробикой показывались во время исполнения песни «Соблюдает дня режим Джим» («Песня о пользе спорта») в мультфильме «Остров сокровищ».
- Увлечение аэробикой иронично обыгрывалось в сюжете киножурнала «Ералаш» «Дышите глубже!»[4] и в клипе ВИА «Ариэль» на песню «Уж вы, стары старики»[5].
- В 1983 году вышла песня «Аэробика» (муз. Ю. Крупника, сл. С. Кутанина). Песню исполняли кишинёвский ВИА «Арта» и ВИА «Ариэль»[6].
- Одно из упражнений аэробики появляется в песне «Удача» из музыкального телефильма «Один за всех!» 1985 года. Поёт Николай Караченцов.
- Песня об аэробике (муз. А. Дергачёва, сл. В. Левина) звучит в детском фильме «Малявкин и компания» (1986)[7][8].
- В фильме «Конец операции „Резидент“» (1986) Ольга Кострова (актриса Ирина Розанова) выполняет комплекс упражнений, который демонстрируется по ТВ (третий комплекс с Еленой Букреевой).
- В игре Team Fortress 2 есть насмешка «Маннробика», отсылающая своими движениями и музыкой на Национальный чемпионат по аэробике «Crystal Light» 1988 года.